# Ogiva (armas)
A ogiva é a parte de um míssil, projétil, torpedo, foguete ou outra munição que contém um sistema nuclear ou termonuclear, um sistema altamente explosivo, agentes químicos ou biológicos ou materiais inertes destinados a causar danos.